# Bob Jungels
Bob Jungels   (Rollingen, 22 de setembre de 1992) és un ciclista luxemburguès, professional des del 2013. Actualment corre a l'equip Ineos Grenadiers.
Com a ciclista amateur guanyà el Campionat del món júnior en contrarellotge del 2010 que es van disputar a Offida, Itàlia. Com a professional ha guanyat diversos campionats nacionals i sobretot la Lieja-Bastogne-Lieja de 2018, una etapa al Giro d'Itàlia de 2017, on fou el primer luxemburguès una etapa des que Charly Gaul ho fes 56 anys abans; i una altra al Tour de França. El 2016 i 2017 guanyà la classificació dels joves del Giro d'Itàlia.

## Palmarès
- 2009
  -  Campió de Luxemburg en ruta júnior
  -  Campió de Luxemburg en contrarellotge júnior
- 2010
  -  Campió del món júnior en contrarellotge
  -  Campió de Luxemburg en ruta júnior
  -  Campió de Luxemburg en contrarellotge júnior
  - 1r a la Volta al Vuelta al Besaya i vencedor de 2 etapes
  - 1r al Gran Premi Rüebliland
  - 1r al Keizer der Juniores i vencedor de 2 etapes
  - 1r a l'International 3-Etappen-Rundfahrt der Rad-Junioren i vencedor d'una etapa
- 2011
  -  Medalla d'or en ruta als Jocs dels Petits Estats d'Europa
  -  Medalla d'or en contrarellotge als Jocs dels Petits Estats d'Europa
  -  Campió de Luxemburg en ruta sub-23
  -  Campió de Luxemburg en contrarellotge sub-23
  - 1r al Gran Premi François-Faber
- 2012
  -  Campió de Luxemburg en contrarellotge
  -  Campió de Luxemburg en contrarellotge sub-23
  - 1r al Triptyque des Monts et Châteaux
  - 1r a la Fletxa del sud i vencedor d'una etapa
  - 1r a la París-Roubaix sub-23
  - Vencedor d'una etapa al Giro de la Vall d'Aosta
- 2013
  -  Campió de Luxemburg en ruta
  -  Campió de Luxemburg en contrarellotge
  - 1r al Gran Premi Nobili Rubinetterie
  - Vencedor d'una etapa a la Volta a Luxemburg
- 2015
  -  Campió de Luxemburg en ruta
  -  Campió de Luxemburg en contrarellotge
  - 1r a l'Étoile de Bessèges i vencedor d'una etapa
- 2016
  -  Campió del món en contrarellotge per equips
  -  Campió de Luxemburg en ruta
  -  Campió de Luxemburg en contrarellotge
  - Vencedor d'una etapa al Tour d'Oman
  -  1r de la Classificació dels joves del Giro d'Itàlia
- 2017
  -  Campió de Luxemburg en ruta
  - Vencedor d'una etapa al Giro d'Itàlia.  1r de la Classificació dels joves
- 2018
  -  Campió del món en contrarellotge per equips
  -  Campió de Luxemburg en ruta
  -  Campió de Luxemburg en contrarellotge
  - 1r a la Lieja-Bastogne-Lieja
  - Vencedor d'una etapa a la Volta a Eslovàquia
- 2019
  -  Campió de Luxemburg en ruta
  -  Campió de Luxemburg en contrarellotge
  - 1r a la Kuurne-Brussel·les-Kuurne
  - Vencedor d'una etapa al Tour Colombia
- 2020
  -  Campió de Luxemburg en contrarellotge
- 2022
  -  Campió de Luxemburg en contrarellotge
  - Vencedor d'una etapa al Tour de França
- 2025
  -  Campió de Luxemburg en contrarellotge
  - Vencedor d'una etapa a la Volta a Àustria

### Resultats a la Volta a Espanya
- 2014. No surt (19a etapa)
- 2017. 42è de la classificació general
- 2022. 51è de la classificació general

### Resultats al Tour de França
- 2015. 27è de la classificació general
- 2018. 11è de la classificació general
- 2020. 43è de la classificació general
- 2022. 12è de la classificació general. Vencedor d'una etapa
- 2023. 26è de la classificació general
- 2024. 37è de la classificació general

### Resultats al Giro d'Itàlia
- 2016. 6è de la classificació general. 1r de la Classificació dels joves  Porta el Mallot rosa durant 3 etapes
- 2017. 8è de la classificació general. Vencedor d'una etapa.  1r de la Classificació dels joves  Porta el Mallot rosa durant 5 etapes
- 2019. 33è de la classificació general
- 2023. 39è de la classificació general